# Ribellione di Agua Prieta
La ribellione di Agua Prieta (o rivoluzione di Agua Prieta),  fu l'ultima campagna militare della rivoluzione messicana, organizzata dai generali Álvaro Obregón e Plutarco Elías Calles contro il presidente Venustiano Carranza nel 1920 e derivò dall'emanazione del manifesto rivoluzionario omonimo il 22 aprile dello stesso anno.

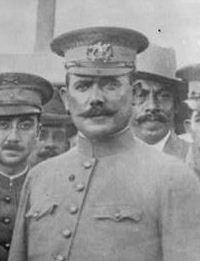
Il generale Álvaro Obregón

## Storia
Si originò dal contrasto tra Álvaro Obregón e Venustiano Carranza, il quale gli aveva negato la candidatura alle elezioni presidenziali e, al contrario, desideroso di riportare la disperata situazione nazionale alla normalità e allontanare l'esercito dal potere, aveva dato il suo appoggio al civile Ignacio Bonillas, ex ambasciatore negli Stati Uniti d'America. Alle pressioni di Obregón, Carranza minacciò di destituirlo da ogni comando e quindi di farlo arrestare. Il generale di conseguenza ruppe con il presidente e il 22 aprile con l'aiuto di Plutarco Elías Calles e Adolfo de la Huerta, governatore di Sonora, emanò il Piano di Agua Prieta, in inglese e spagnolo. Il proclama ebbe grande successo e lo appoggiarono generali importanti come Pablo González Garza, Fausto Topete, Pascual Ortiz Rubio, Abelardo Luján Rodríguez, José Gonzalo Escobar, Heliodoro Charis, Salvador Alvarado, Jacinto B. Treviño, Manuel Peláez, Gildardo Magaña e Benjamín G. Hill.
Velocemente la rivolta si estese nel Paese e Carranza, tradito dalla maggioranza dei suoi ufficiali, fu costretto a fuggire da Città del Messico insieme ai suoi fedeli, tra i quali i generali Francisco Murguía, Manuel M. Diéguez e Francisco L. Urquizo, Segretario di Guerra e Marina. Il loro obiettivo era raggiungere Veracruz, dove Carranza aveva già stabilito la sua base di potere a cavallo tra il 1914 e il 1915. Tuttavia ad Aljibes, stato di Puebla, vennero a sapere che anche il comandante di Veracruz, il generale Guadalupe Sánchez, si era unito ai ribelli e pertanto furono costretti a cambiare piano: optarono per il riparare a nord, probabilmente nel Coahuila, dove Carranza avrebbe potuto radunare una forza consistente a lui fedele. Invece, prima di poter partire, fu assassinato a Tlaxcalantongo sulla Sierra Norte de Puebla il 21 maggio dalle truppe del generale Rodolfo Herrero per ordine di Obregón. Di conseguenza gli ex sostenitori di Carranza si arresero per evitare ritorsioni.
La presidenza fu affidata ad interim a Adolfo de la Huerta, nominato capo politico del movimento costituzionalista, in attesa che Obregón potesse arrivare al potere totale "democraticamente" tramite le elezioni.

## Le parti in conflitto
Alla rivolta militare parteciparono, inquadrati nell'esercito costituzionalista, molti ex zapatisti veterani dell'Esercito di Liberazione del Sud, sopravvissuti alle repressioni del governo di Carranza dei sei anni precedenti, tra cui i generali Gildardo Magaña e Genovevo de la O, ex fedeli al defunto leader Emiliano Zapata. La rivolta ebbe il beneplacito di Pancho Villa, il quale, vedendo eliminato il suo acerrimo nemico, si sentì ora libero di poter trattare con il nuovo governo. Il 22 luglio inviò un telegramma al presidente de la Huerta, con cui riconobbe la sua presidenza e chiese l'amnistia. Sei giorni dopo i due si incontrarono e firmarono una pace che concedeva a Villa una hacienda di 25 000 acri poco fuori Hidalgo del Parral, nel Chihuahua per lui e i suoi uomini più una pensione per il generale.